# Alexandre Müller
Alexandre Müller (Poissy, 1 de febrero de 1997) es un jugador de tenis francés.
Müller hizo su debut en el cuadro principal de un Grand Slam en el Roland Garros de 2017 después de recibir un wildcard para el cuadro principal de sencillos, perdiendo ante Thiago Monteiro en cinco sets en la primera ronda.

## Títulos ATP (1; 1+0)

### Individual (1)
| Leyenda                         |
| Grand Slam (0)                  |
| ATP World Tour Finals (0)       |
| ATP World Tour Masters 1000 (0) |
| ATP World Tour 500 (0)          |
| ATP World Tour 250 (1)          |

| n.º | Fecha              | Torneo    | Superficie | Oponente en la final | Resultado     |
| --- | ------------------ | --------- | ---------- | -------------------- | ------------- |
| 1.  | 5 de enero de 2025 | Hong Kong | Dura       | Kei Nishikori        | 2-6, 6-1, 6-3 |

#### Finalista (2)
| N.º | Fecha                 | Torneo         | Superficie    | Oponente en la final | Resultado        |
| --- | --------------------- | -------------- | ------------- | -------------------- | ---------------- |
| 1.  | 9 de abril de 2023    | Marrakech      | Tierra batida | Roberto Carballés    | 6-4, 6-7(3), 2-6 |
| 2.  | 23 de febrero de 2025 | Río de Janeiro | Tierra batida | Sebastián Báez       | 2-6, 3-6         |

## Títulos ATP Challenger (3; 3+0)

### Individuales (3)
| N.° | Fecha               | Torneo          | Superficie    | Oponente en la final | Resultado        |
| --- | ------------------- | --------------- | ------------- | -------------------- | ---------------- |
| 1.  | 19 de junio de 2022 | Blois           | Tierra batida | Nikola Milojević     | 7-6, 6-1         |
| 2.  | 16 de julio de 2023 | Montechiarugolo | Tierra batida | Francesco Maestrelli | 6-1, 6-4         |
| 3.  | 4 de agosto de 2024 | San Marino      | Tierra batida | Tseng Chun-hsin      | 6-3, 4-6, 7-6(3) |